# Welcome Air
Welcome Air (полное название: Welcome Air Luftfahrt GmbH & Co KG) — авиакомпания, базирующаяся в Инсбруке, Австрия.

## Пункты назначения
Welcome Air предлагает следующие услуги (по состоянию на 30 марта 2011 года):
- Австрия
  - Грац — Аэропорт Грац-Талерхоф
  - Инсбрук — Аэропорт Инсбрук
- Франция
  - Ницца — Аэропорт Ницца Лазурный Берег
- Германия
  - Кёльн/Бонн — Аэропорт Кёльн/Бонн
  - Ганновер — Аэропорт Ганновер-Лангенхаген
  - Веце — Аэропорт Веце
- Италия
  - Ольбия — Аэропорт Ольбия-Коста Смеральда

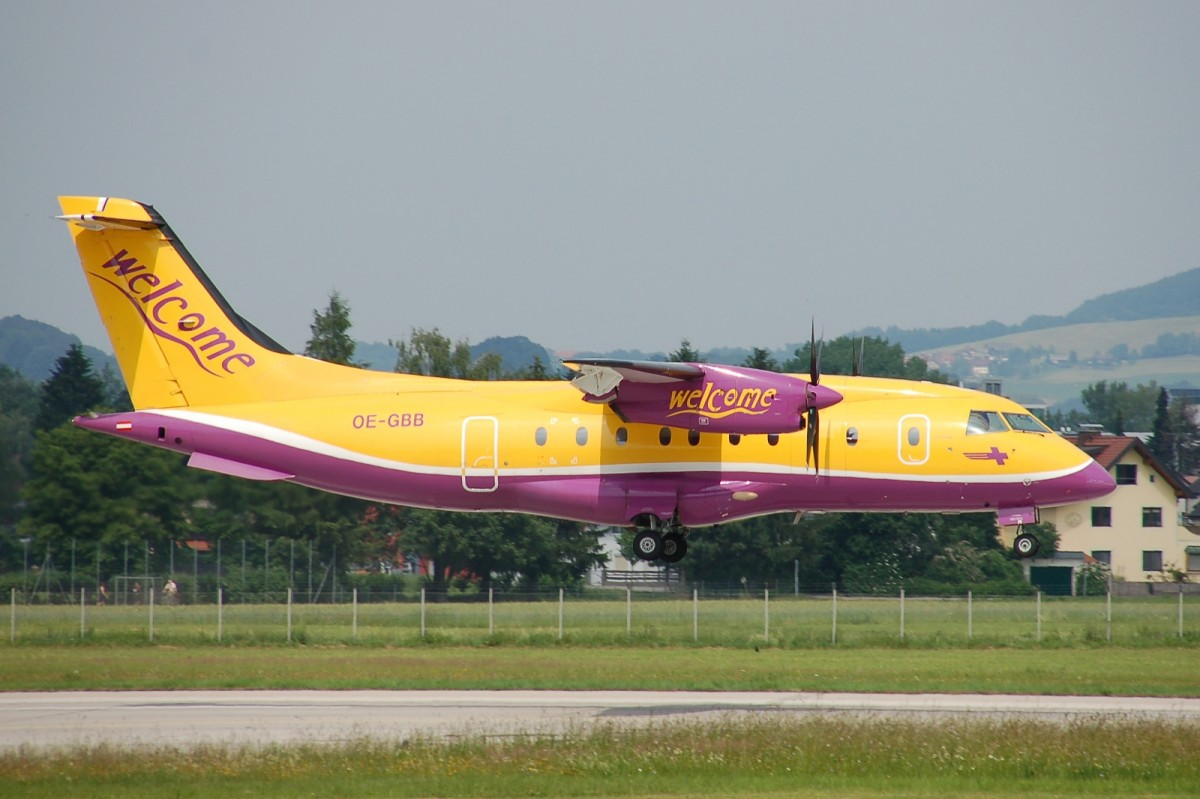
Самолёт Dornier 328-110 с логотипами авиакомпании

Зимой авиакомпания также работает вместе с воздушной скорой помощью Тироля для перевозки раненых лыжников.

## Флот
Флот Welcome Air состоит из следующих самолётов (30 марта 2011 года):
- 2 Dornier 328-110
- 1 Dornier 328JET